# Fara v Dírné
Fara v Dírné s číslem popisným 4 je klasicistní budova vystavěná v 18. století. V roce 1963 byla zapsána do Ústředního seznamu kulturních památek ČR.

## Popis
Fara se nachází jihozápadně od kostela sv. Vavřince. Stavba je přízemní, stojící na obdélném půdorysu a zastřešená sedlovou střechou. Památkově hodnotné je především průčelí s dochovanými mřížemi v oknech, na kterém je křídlový štít členěný lizénami a otvory. K objektu fary přiléhá stodola a jihozápadně od ní se rozprostírá ovocná zahrada. Areál fary je vymezen ohradní zdí s bránou na východě. Stavba se nachází v dobrém technickém stavu.

## Historie
První zmínky o faře pocházejí z 14. století, kdy byla Dírná pod Chýnovským vikariátem. Další zmínka pochází z roku 1706, kdy byla znovu zřízena. Fara byla vystavěna ve 2. polovině 18. století.